# Liste de grottes d'Ukraine
La liste de grottes d'Ukraine présentée ci-dessous est un échantillonnage de cavités souterraines naturelles (grottes, gouffres, ..) ukrainiennes, ayant acquis une relative notoriété du fait de leur fréquentation et/ou de leurs particularités : dimensions (développement ou dénivelé), concrétionnement, art rupestre, art mobilier, pratiques rituelles, etc.
Établir une telle liste de cavités est une tâche sans fin car leur nombre déjà très important (plusieurs milliers en Allemagne) s'accroît au fil des découvertes des spéléologues. Ces derniers s'emploient à trouver, explorer, étudier les grottes, ainsi que toutes les autres formes souterraines, karstiques ou pseudokarstiques.
Les mots ukrainiens Коба (d'origine tatar) transcrit Koba en français et печера transcrit Petchera en français, signifient « Grotte » ou « Caverne ». De même, le mot russo-ukrainien Шахта transcrit Chakhta en français peut se traduire par « Gouffre » ou « Abîme ».
Les noms indentées désignent des entrées alternatives de la cavité ou du réseau principal indiqué au-dessus.

## République autonome de Crimée
- Averkijeva šaxta / Averkiyéva chakhta (uk) (Simferopol)
- Аджи-Коба / Adjy-Koba (uk) (Bilohirsk)
- Альошина вода (печера) / Al'ochina voda (petchera) (uk) (Simferopol)
- Печера Аю-Тешік / Petchera Ayou-Techik (uk) (Bakhtchyssaraï)
- Печера Аянська / Petchera Ayans'ka (uk) (Simferopol)
- Печера Бездонна / Petchera Bezdonna (uk) (Simferopol)
- Бінбаш-Коба / Binbach-Koba (uk) (Simferopol)
- Печера Вдовиченка / Petchera Vdovytchenka (uk) (Simferopol)
- Великий Бузлук / Velykyï Bouzlouk (uk) (Alouchta)
- Katchi-Kalon, caverne utilisée en monastère.
- Відважний Суслик / Vidvajnyï Souslyk (uk) (Alouchta ?)
- Пещера Вялова / Petchera Vyalova / Vyalova cave (en) (Alouchta)
  - Пещера Учунджу-Хосар / Petchera Outchounju-Khosar
  - Пещера Обвальная / Petchera Obval'naya / Grotte du Glissement de Terrain
- Печера Геби / Petchera Héby (uk)  (Alouchta ?)
- Печера Геофізична / Petchera Heofizytchna (uk) (Yalta)
- Печера Гріна / Ptechera Hrina (uk) (Alouchta ?)
- Данильча-Коба / Danyl'tcha Koba (uk) (Bakhtchyssaraï)
- Джур-Джур (печера) / Djour-Djour (petchera) (uk) (Alouchta)
- Grotte de l'Amitié (Alouchta ?)
- Еміне-Баїр-Хосар / Émine-Baïr-Khossar (uk) (Simferopol)
- Зміїна печера / Zmiyina petchera (uk) (Simferopol)
- Іограф (печера) / Yohraf (petchera) (uk) (Yalta)
- Карані-Хоба (печера) / Karani-Khoba (petchera) (uk) (Bilohirsk)
- Печера Каскадна / Petchera Kaskadna (uk) (Yalta)
- Кастере / Kasteré (uk) (Alouchta)
- Grotte Rouge (Simferopol)
  - Єль-Коба / Yèl'-Koba (uk)
  - Харанлих-коба / Kharanlykh-koba / Grotte Obscure
  - Коль-Баїр / Kol’-Bayir ou Печера Голубина / Petchera Holoubyna (uk)
  - Печера Грифон / Petchera Hryfon / Grotte du Griffon
- Киїк-Коба / Kyïk-Koba (uk) (Bilohirsk)
- Кільсе-Чох (печера) / Kil’se-Tchokh (petchera) (uk) (Bilohirsk)
- Мамонтовая / Mmamontovaya (ru) (Alouchta)
- Печера МАН / Petchera MAN (uk) (Alouchta)
- Мармурова печера / Marmourova petchera / Marble Cave (en) (Simferopol)
- Grotte de marbre (Alouchta)
- Печера Палласа / Petchera Pallassa (uk) (Yalta)
- Сезам (печера) / Sezam (petchera) (uk) (Alouchta ?)
- Grotte du soldat (Alouchta)
- Суук-Коба / Sououk-Koba (uk) (Simferopol)
- Сюндюрлю-Коба / Sioundiourliou-Koba (uk) (Bakhtchyssaraï)
- Печера Сююрю-Кая / Petchera Siouyouriou-Kaya (uk) (Bakhtchyssaraï)
- Три ніздрі / Try nizdri ou  Партизанська / Partyzans’ka (uk) (Simferopol)
- Печера Триглазка / Petchera Tryhlazka (uk) (Yalta)
- Узунджа (печера) / Ouzoundja (petchera) (uk) (Bakhtchyssaraï)
- Хід конем / Khid konem ou  Ход конем / Khod konem (uk) (Simferopol)
- Чокурча (печера) / Tchokourtcha (petchera) (uk) (Simferopol)
- Kuradikoobas (Bakhtchyssaraï)
- Печера Ялтинська / Petchera Yaltyns'ka (uk) (Yalta)

## Sébastopol
Entre parenthèses est indiquée la subdivision administrative (« raïon » ou bien « municipalité ») de la ville fédérale de Sébastopol, où se trouve chaque cavité.
- Grotte de Masksimov, Кристальная / Krystal'naya / Cristal ou  Максимовича / Maksymovytcha / Maksimovitch (Raïon de Balaklava)
- Дружба / Droujba / Amitié (Raïon de Balaklava)
- Скельська печера / Skel's'ka petchera (uk) (Raïon de Balaklava)
- Шан-Коба / Chan-Koba (uk) (Raïon de Balaklava)

## Oblast de Kiev
Entre parenthèses est indiqué le raion ou la ville où se trouve chaque cavité.
- Звіринецькі печери / Zvirynets’ki petchera (uk) (Kiev)
- Grottes de Saint Antoine de Kiev (Kiev)
  - Ближні печери / Blyjni petchera (uk)
  - Дальні печери / Dal'ni petchera (uk)

## Oblast de Ternopil
Entre parenthèses est indiqué le raion où se trouve chaque cavité.
- Печери Тернопільської області / Petchery Ternopil's'koyi oblasti (uk)
  - Верте́ба / Verteba (uk) (Borchtchiv (en))
  - Печера відлюдника / Petchera vidlioudnyka (uk) (Zalichtchyky (en))
  - Печера Двох озер / Petchera Dvokh ozer (uk) (Borchtchiv)
  - Жолоби (печера) / Joloby (petchera) (uk) (Boutchatch (en))
  - Збручанська / Zbrutchans'ka (uk) (Borchtchiv)
  - Кадуб / Kadub (uk) (Borchtchiv)
  - Grotte de Mlynky.
  - Grotte de cristal (Borchtchiv)
  - Печера Млинки / Petchera Mlynky (uk) (Tchortkiv)
  - На Хомах / Na Khomakh (uk) (Borchtchiv)
  - Печера Нагірянська / Petchera Nahirians'ka (uk) (Zalichtchyky)
  - Печера Опільська / Petchera Opil's'ka (uk) (Berejany (en))
  - Grotte Optimiste (Borchtchiv)
  - Перлина (печера) / Perlyna (petchera) (uk) (Houssiatyn (en))
  - Grotte du Prêtre (Borchtchiv)
  - Рукомиський печерний храм / Rukomys’kyy petchernyy khram (uk) (Boutchatch)
  - Печера Славка / Petchera Slavka (uk) (Borchtchiv)
  - Студентська печера / Students’ka petchera (uk) (Kremenets)
  - Угринь (печера) / Uhryn' (petchera) (uk) (Tchortkiv)
  - Улашківська печера / Ulachkivs’ka petchera (uk) (Tchortkiv)
  - Ювілейна (печера) / Youvileïna (petchera) (uk) (Borchtchiv)
  - Печера Язичницька / Petchera Yazytchnyts’ka (uk) (Borchtchiv)

## Autres oblasts d'Ukraine
Entre parenthèses sont indiqués le raion et l'oblast d'Ukraine où se trouve chaque cavité.
- Атлантида (печера) / Atlantyda (petchera) (uk) (Raïon de Kamianets-Podilskyï, Khmelnitski)
- Баламутівська / Balamoutivs'ka (uk) (Zastavna (en), Tchernivtsi)
- Буковинка (печера) / Bukovynka (petchera) (uk) (Novosselytsia, Tchernivtsi)
- Дружба (печера) / Droujba (petchera) (Tiatchiv, Transcarpatie)
- Печера Кармалюка / Petchera Karmaliouka (uk) (Raïon de Podilsk, Odessa)
- Медова печера / Medova petchera (uk) (Lviv, Lviv)
- Молочний камінь / Molotchnyi kamin’ (uk) (Tiatchiv, Transcarpatie)
- Нагорянські печери / Nahoryanski petchera (uk) (Mohyliv-Podilsky, Vinnytsia)